# Gaius Sulpicius Longus
Gaius Sulpicius Longus entstammte dem römischen Patriziergeschlecht der Sulpicier und war dreimal (337, 323 und 314 v. Chr.) Konsul, 319 v. Chr. Zensor sowie 312 v. Chr. Diktator.

## Leben
Laut der Filiationsangabe für Gaius Sulpicius Longus führte sein Vater das Praenomen Servius und sein Großvater das Praenomen Quintus; daher dürfte er wohl ein Enkel des während des Gallierangriffs auf Rom (390 v. Chr.) amtierenden Konsulartribuns Quintus Sulpicius Longus gewesen sein.
In seinem ersten Konsulat 337 v. Chr. amtierte Longus gemeinsam mit Publius Aelius Paetus. Die Konsuln sollen durch ihre zögerliche Vorgangsweise daran schuld gewesen sein, dass die Römer den verbündeten und von den Sidicinern bekämpften Aurunkern nicht rechtzeitig zu Hilfe kamen, sodass die Sidiciner inzwischen die Stadt Suessa Aurunca zerstören konnten. Aus Ärger über das Verhalten der Konsuln habe der Senat einen Diktator und dessen Magister equitum bestimmt, aber beide hätten sofort wieder zurücktreten müssen, weil ihre Wahl aus religiösen Bedenken für irregulär erklärt worden sei. Diese Erzählung des römischen Geschichtsschreibers Titus Livius hält der Althistoriker Friedrich Münzer für gefälscht. Glaubhaft ist hingegen Livius’ weiterer Bericht, dass, als ebenfalls 337 v. Chr. erstmals ein Plebejer, Quintus Publilius Philo, zum Prätor gewählt wurde, Longus heftigen, aber erfolglosen Widerstand dagegen leistete.
Die Opposition des Longus gegen die Beförderung des Plebejers mag dazu beigetragen haben, dass er erst 14 Jahre später, 323 v. Chr., erneut das höchste Staatsamt bekleiden konnte, wobei diesmal Quintus Aulius Cerretanus sein Amtskollege war. Damals befand sich Rom noch am Beginn des langjährigen Zweiten Samnitenkriegs. Laut der Darstellung des Livius, der auch die unsichere Quellenlage betont, fiel Longus in Samnium ein, ohne größere Erfolge zu erzielen.
Aus einem erhaltenen Fragment der Fasti Capitolini ergibt sich, dass Longus 319 v. Chr. die Zensur ausübte; der Name seines Amtskollegen ist nicht bekannt.
314 v. Chr. gelangte Longus zum dritten Mal zum Konsulat, das er gemeinsam mit Marcus Poetelius Libo innehatte. Für dieses Jahr ist die Quellenlage bezüglich der Kämpfe der Römer sehr widersprüchlich; Diodor und Livius gehen in ihren diesbezüglichen Berichten weit auseinander. Laut Livius sollen die Konsuln zuerst mit Hilfe eines Überläufers die Stadt Sora zurückerobert und dann die Ausoner besiegt haben. Im weiteren Bericht stimmt aber Livius mit Diodor zumindest in dem Punkt überein, dass den Konsuln ein bedeutender militärischer Erfolg gegen die Samniten gelang, und die Triumphalakten vermelden – allerdings als einzige Quelle –, dass Longus (nicht aber sein Amtskollege) anschließend einen Triumph über dieses Volk feiern durfte.
Laut dem Zeugnis der Fasti Capitolini wurde Longus 312 v. Chr. zum Diktator gewählt und erhielt als Reiterführer Gaius Iunius Bubulcus Brutus zugeteilt; sie sollten wegen eines angeblich von Seiten der Etrusker drohenden Krieges möglichst viele wehrfähige Männer zu den Waffen rufen. Die Historizität dieser Diktatur ist in der modernen Forschung umstritten.